# Coffey (Missouri)
Coffey – miasto w Stanach Zjednoczonych, w stanie Missouri, w hrabstwie Daviess.